# 브와디스와프 오도니츠

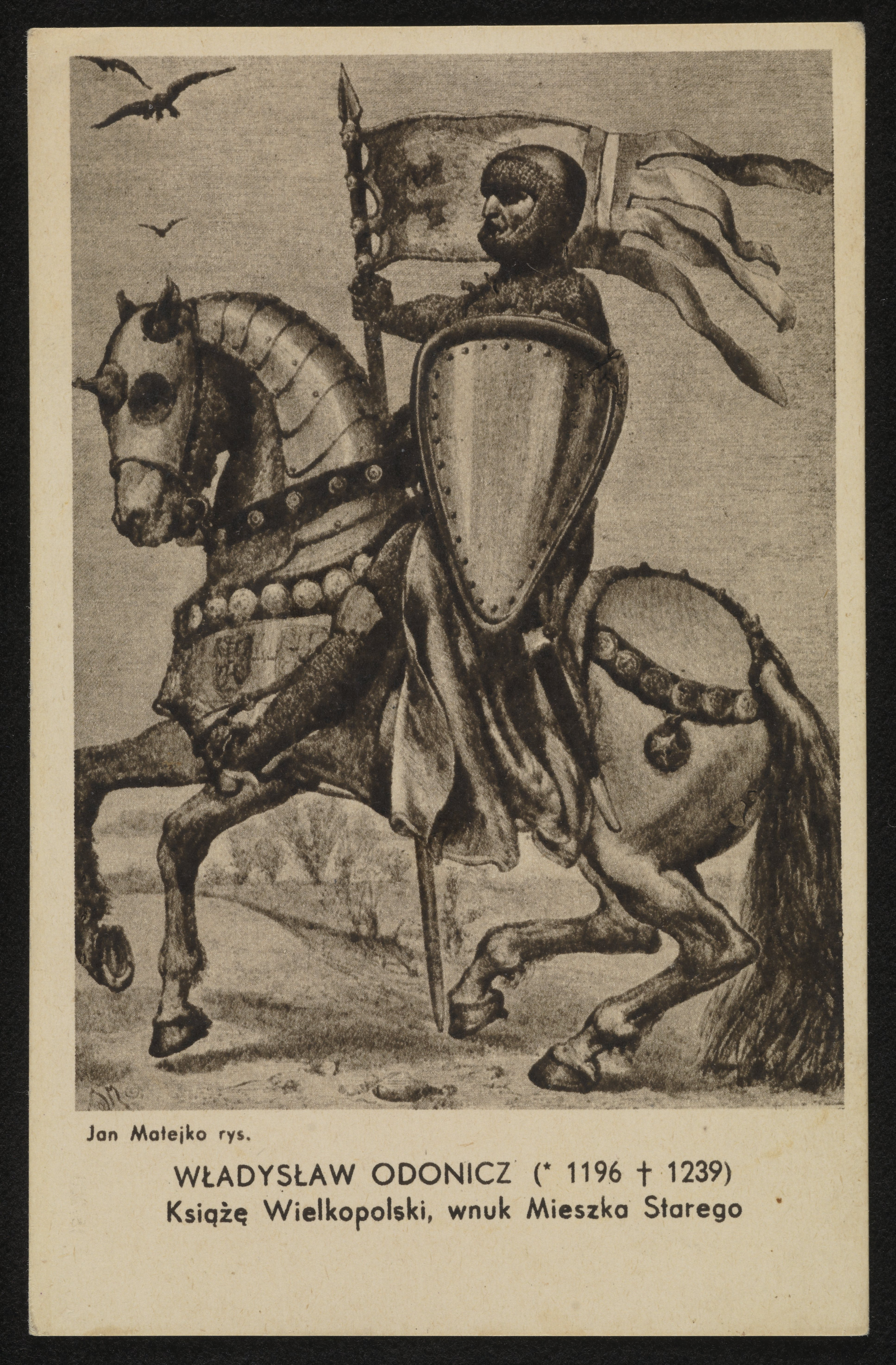
브와디스와프 오도니츠 (얀 마테이코 그림, 1939년작)

브와디스와프 오도니츠(폴란드어: Władysław Odonic)는 비엘코폴스카 공작이었으며 오돈 미에슈코비츠의 아들이자 미에슈코 3세의 손자이다.